# Nakhon Nayok Provincial Administrative Organization Stadium
Das Nakhon Nayok Provincial Administrative Organization Stadium (Thai สนาม อบจ.นครนายก หรือ สนามกีฬาจังหวัดนครนายก), oder auch Nakhon Nayok Province Stadium genannt,  ist ein Mehrzweckstadion in Nakhon Nayok in der Provinz Nakhon Nayok, Thailand. Es wird derzeit hauptsächlich für Fußballspiele genutzt und ist das Heimstadion vom Amateurligisten Nakhon Nayok Football Club. Das Stadion hat eine Kapazität von 2406 Personen. Eigentümer und Betreiber des Stadions ist die Nakhon Nayok Provincial Administrative Organization.

## Nutzer des Stadions
| Verein          | Zeitraum der Nutzung |
| --------------- | -------------------- |
| Nakhon Nayok FC | 2009 bis heute       |